# Stictoptera pectinata
Stictoptera pectinata là một loài bướm đêm trong họ Noctuidae.